# كوغي يادا
كوغي يادا (باليابانية: 矢田耕司؛ بالكانا: やだ こうじ) هو مؤدي صوت وممثل ياباني، ولد في 15 أبريل 1933 في طوكيو في اليابان، وتوفي في 1 مايو 2014 في طوكيو في اليابان.

## أعمال

### أفلام
- (1992)  الآلي الخارق رقم 13[4]

### مسلسلات
- النمر المقنع
- غيغيغي نو كيتارو

## وصلات خارجية
- كوغي يادا على موقع IMDb (الإنجليزية)
- كوغي يادا على موقع قاعدة بيانات الفيلم (الإنجليزية)
- كوغي يادا على موقع ANN person (الإنجليزية)